# Xian de Luliang
Le xian de Luliang (陆良县 ; pinyin : Lùliáng Xiàn) est un district administratif de la province du Yunnan en Chine. Il est placé sous la juridiction de la ville-préfecture de Qujing.

## Démographie
La population du district était de 567 057 habitants en 1999.